# Digama nepheloptera
Digama nepheloptera là một loài bướm đêm thuộc họ Erebidae. Nó được tìm thấy ở Châu Phi.